# Angelina Agostini
Angelina Agostini (Río de Janeiro, 1888-Río de Janeiro, 1973) fue una pintora, escultora y diseñadora brasileña, hija del pintor, también caricaturista Angelo Agostini y de la pintora Abigail de Andrade.

## Trayectoria
Estudió con Zeferino da Costa, Baptista da Costa y Eliseu Visconti en la Escuela Nacional de Bellas Artes (ENBA). En 1911 empezó a formarse en el taller de Henrique Bernardelli.
Perdió a su padre en 1913, En 1914, viajó a Europa y se instaló en Londres[4]. Trabajó durante la Primera Guerra Mundial en la cruz Roja, y en 1929 regresó a Brasil.
En Londres, expuso en la Real Academia de Arte, en la Society of Women Artists y en el Museo Imperial de la Guerra. En París, expuso en la Société Nationale des Beaux Arts y en el Salón de América Latina.

## Reconocimientos
Recibió una mención de honor en la XVIII Exposición General de Bellas Artes de 1911 y, en las ediciones siguientes, ganó la pequeña medalla de plata en 1912 y el premio de viaje a Europa en 1913, respectivamente, con el lienzo Vaidade, que después pasó a formar parte de la colección del Museo Nacional de Bellas Artes.
En 1953, ganó la medalla de oro en el Salón Nacional de Bellas Artes.